# Sell (Adelsgeschlecht)

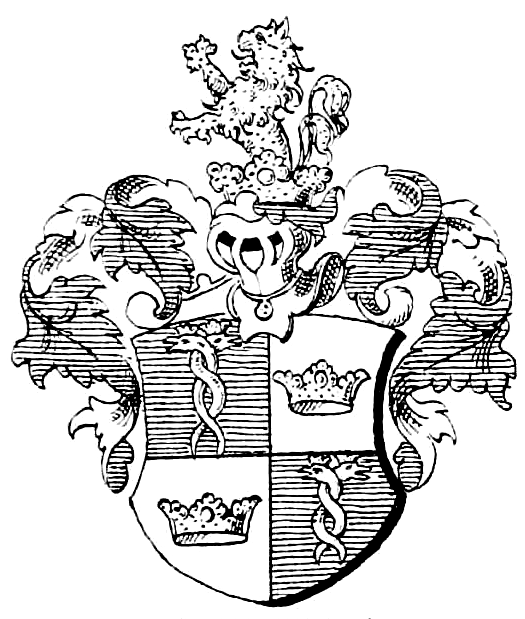
Wappen derer von Sell

Sell ist der Name eines mecklenburgischen und preußischen Adelsgeschlechts.

## Geschichte
In älterer Literatur wird über eine Herkunft der Familie aus Frankreich oder aus der Pfalz spekuliert. Tatsächlich geht die Stammreihe auf den westfälischen Rentschreiber Michel Selle (belegt 1573; † um 1593) in Soest zurück.
Die Erhebung in den Reichsadelsstand erfolgte durch Kaiser Leopold I. am 18. Juli 1668 für die Enkel des Michel Selle, Burkhard Selle auf Burg Friedelhausen an der Lahn, gräflich sayn-wittgensteinscher Geheimrat und Amtmann, sowie Dr. iur. Anton Bertram Selle, landgräflich hessisch-darmstädtischer Geheimrat. Mehrere Familienmitglieder dienten als Offiziere in der preußischen Armee. Der mecklenburgische Zweig der Familie führte den Freiherrntitel und erhielt seine Anerkennung am 11. Januar 1882 für Adolf von Sell. Die preußische Anerkennung des Freiherrntitels erfolgte am 18. Januar 1882.

## Wappen
- Nach Lehsten[3] ist das Wappen quadriert; im ersten und vierten blauen Feld finden sich zwei golden gekrönte mit den Köpfen über sich und einwärts gekehrte in ihrer eigenen Farbe ineinander verschlungene Schlangen; im zweiten und dritten silbernen Feld eine goldfarbene königliche Krone. Auf dem Schild gerade über sich ein offener adeliger Turnierhelm mit blau-silbernen Decken geziert mit einer königlichen goldfarbene Krone, darauf erscheint ein goldener Löwe bis an die Hüfte mit vor sich geworfenen Pranken über sich, gewundenem doppelten Schwanz, offengehn und rot ausschlagender Zunge.

## Bekannte Familienmitglieder
- Friedrich Christian von Sell (1718–1787), mecklenburgischer Oberst, Kommandant der Festung Dömitz
- Christian Ludwig von Sell (1751–1832), Arrendator und Freier Krüger in Pommern
- Friedrich Ludwig von Sell (1773–1850), preußischer Generalmajor
- Adolf von Sell (1797–1891), mecklenburgischer General der Infanterie und Oberkammerherr
- Theodor von Sell (1817–1891), preußischer Generalleutnant
- Wilhelm von Sell (1842–1922), preußischer Generalmajor
- Adolf von Sell (1863–1940), preußischer Generalmajor
- Sophie Charlotte von Sell (1864–1941), deutsche Schriftstellerin
- Ulrich von Sell (1884–1945), deutscher Offizier
- Sibylle Niemoeller-von Sell (1923–2022), deutsche Schriftstellerin, Frau von Martin Niemöller
- Friedrich-Wilhelm von Sell (1926–2014), deutscher Jurist und Rundfunkintendant